# ایندربای مایرس ویت هالتبای
ایندربای مایرس ویت هالتبای (به انگلیسی: Ainderby Mires with Holtby) یک منطقهٔ مسکونی در بریتانیا است که در Hambleton واقع شده‌است.